# Pica de Ladak
La pica de Ladak (Ochotona ladacensis) és una espècie de pica de la família dels ocotònids, que viu a les valls de les zones muntanyoses del Pakistan fins al nord de l'Índia, l'oest de la Xina i les planes tibetanes, a alçades d'entre 4.300 i 5.450 metres.
Abans de la seva identificació com a espècie, s'havia considerat que els seus espècimens eren exemplars de pica de llavis negres, per la seva aparent semblança de color del pelatge i de la forma del crani. No obstant això, ambdues espècies es diferencien precisament en la forma del crani i en la presència de protuberàncies auditives en el cas de la pica de Ladak. No s'han definit subespècies de pica de Ladak, que els habitants dels llocs on es troba acostumen a anomenar zabra, karin i phisekarin.
Es tracta d'un animal petit (entre 7 i 9 cm de llargada en adults), herbívor i amb el pelatge de color marró clar al llom i de color blanc o groc a la zona de l'abdomen, i amb la zona exterior de les orelles d'un color que recorda l'òxid. Acostuma a viure en grups familiars de caràcter territorial, i la seva època reproductiva es concentra entre finals de juny i principis de juliol.